# Someone Saved My Life Tonight
Someone Saved My Life Tonight (dt. „Jemand rettete heute Nacht mein Leben“) ist ein Musiktitel des britischen Sängers und Komponisten Elton John, der Liedtext wurde von Bernie Taupin geschrieben.
Das Album Captain Fantastic and the Brown Dirt Cowboy wurde als Konzeptalbum realisiert und greift in chronologischer Reihenfolge sowie in autobiographischer Absicht Johns und Taupins Leben in London in den Jahren von 1967 bis 1970 auf. „Someone Saved My Life Tonight“ ist das fünfte von zehn Liedern und die einzige Singleauskopplung daraus. Die konzeptionelle Handlung wird mit dem Titel (Gotta Get a) Meal Ticket  fortgesetzt.

## Hintergrund
Linda Woodrow und Elton John lernten sich an Heiligabend 1967 in einem Cabaret Club in Sheffield, England, kennen. John spielte damals als Pianist in der Band seines Freundes Long John Baldry. Wenig später bezogen Woodrow und John gemeinsam mit Bernie Taupin als Dritten im Bunde eine Wohnung in der Furlong Road im Londoner East End („When I think of those East End lights“ – „Wenn ich an diese East End Lichter denke“).
Woodrow stammte aus einem durchaus begüterten Elternhaus. John wurde es langsam klar, dass er in diese Welt eigentlich nicht passte („I’m strangled by your haunted social scene“ – „Der Spuk deiner gesellschaftlichen Szenerie schnürt mir die Luft ab“). Umso mehr, da er den Eindruck hatte, dass seine eigenen Freunde bei Woodrow nicht willkommen waren. Der Beginn der Hochzeitsvorbereitungen („Altar-bound, hypnotized“ – „Traualtargebunden, hypnotisiert“) ließen in ihm die Gedanken aufkommen, sich aus dieser Beziehung zu lösen („Sweet freedom whispered in my ear“ – „Die süße Freiheit flüsterte in mein Ohr“). Doch der Überlegung folgten zunächst keine Taten („You almost had your hooks in me“ – „Du hattest beinahe deine Haken in mir“).
1969 verließ Taupin eines Tages sein Zimmer und bemerkte einen Geruch in der Wohnung. Er dachte daran, dass der Gasofen in der Küche wohl versehentlich angelassen worden war. Als er die Küche betrat, fand er John auf dem Boden liegend. Seinen Kopf hatte er auf ein Kissen gelegt, die Türe des Herds war offen und Gas strömte aus, das Küchenfenster stand weit auf. Angesichts der auch skurrilen Situation brach Taupin in schallendes Gelächter aus und beendete damit diesen Suizidversuch („Someone saved my life tonight“ – „Jemand rettete heute Nacht mein Leben“).
Sowohl Taupin als auch Baldry war es klar, dass John sich in einer unglücklichen Beziehung befand. In vielen Gesprächen überzeugte vor allem Baldry, der in dem Lied „Sugar Bear“ genannt wird, John davon, sich von Woodrow zu trennen („You’re a butterfly and butterflies are free to fly“ – „Du bist ein Schmetterling und Schmetterlinge sind frei zu fliegen“).
Nach einer durchzechten Nacht mit Taupin und Baldry im Sommer 1970 kehrte John in die gemeinsame Wohnung zurück und beendete die Beziehung mit Woodrow („It’s four o’clock in the morning“ – „Es ist vier Uhr in der Frühe“). Baldry rettete damit ebenfalls Johns Leben und seine weitere künstlerische Karriere. In Taupins Text beziehen sich Someone und Sugar Bear auf ihn.
Schon am nächsten Morgen holten sein Stiefvater und seine Mutter ihn und Taupin mit einem LKW ab und nahmen die beiden mit nach Hause („They’re coming in the morning with truck to take me home“ – „Sie kommen am Morgen, um mich mit einem LKW nach Hause zu holen“).
Für die Textzeile „Clinging to your stocks and bonds, paying your H.P. demands forever“ gibt es zwei unterschiedliche Interpretationsmöglichkeiten. So hatte John Befürchtungen, für Woodrows Luxusleben lebenslang Teilzahlungsverpflichtungen eingehen zu müssen. Es könnte allerdings auch als eine Metapher für einen verheirateten, homosexuellen Mann, der physisch und mental in eine Zweckehe eingebunden ist und für diese Bequemlichkeit jeden Tag aufs Neue bezahlen muss, interpretiert werden.

## Rezension
Jon Landau, Redakteur des Rolling Stone Magazin, bezeichnet diesen Titel als den besten auf diesem Album. „So lange Elton John in der Lage bleibt, auf seinen Alben Titel wie Someone saved my life tonight zu veröffentlichen, besteht die Chance, dass er mehr als nur der große Entertainer wird, der er schon ist und bleibenden Beitrag für die Rockmusik leisten wird“.

## B-Seite
Auf der Rückseite der Single findet sich der Titel House of Cards. Dieses Lied war nicht Teil der erzählten Geschichte auf Captain Fantastic and the Brown Dirt Cowboy und wurde auch nicht auf dem Originalalbum veröffentlicht. Stilistisch entspricht der Titel hinsichtlich Melodie und Harmonie dem vorher veröffentlichten Album Caribou.

## Besetzung
- Elton John – Gesang, Klavier, E-Piano, Synthesizer
- Davey Johnstone – Gitarre, Hintergrundgesang
- Dee Murray – Bassgitarre, Hintergrundgesang
- Nigel Olsson – Schlagzeug, Hintergrundgesang
- Ray Cooper – Tamburin, Shaker, Cymbal

## Produktion
- Gus Dudgeon – Produzent

## Kommerzieller Erfolg

### Chartplatzierungen
| ChartsChartplatzierungen       | Höchstplatzierung | Wochen |
| ------------------------------ | ----------------- | ------ |
| Vereinigte Staaten (Billboard) | 4 (13 Wo.)        | 13     |
| Vereinigtes Königreich (OCC)   | 22 (5 Wo.)        | 5      |

| ChartsJahrescharts (1975)      | Platzierung |
| ------------------------------ | ----------- |
| Vereinigte Staaten (Billboard) | 91          |

### Auszeichnungen für Musikverkäufe
| Land/Region               | Auszeichnungen für Musikverkäufe (Land/Region, Auszeichnung, Verkäufe) | Verkäufe  |
| ------------------------- | ---------------------------------------------------------------------- | --------- |
| Vereinigte Staaten (RIAA) | Gold                                                                   | 1.000.000 |
| Insgesamt                 | 1× Gold ·                                                              | 1.000.000 |

Hauptartikel: Elton John/Auszeichnungen für Musikverkäufe

## Interpretationen anderer Künstler
Walter Jackson nahm für sein Album Feeling Good 1976 eine Version auf.
Der Sänger Kanye West verwendete den Titel 2007 für sein Lied Good Morning auf dem Album Graduation.